# Jim Rogers (Politiker)
Jim Rogers (eigentlich: Jimmie Hugh Rogers, Sr.) (25. März 1935 – 11. November 2014) war ein mehrfacher Kandidat für politische Ämter.
Im Jahr 2010 kämpfte er für die Demokratische Partei um einen Sitz im Senat von Oklahoma, verlor aber gegen Senator Tom Coburn. Er forderte Barack Obama bei den Vorwahlen zur Präsidentschaftskandidatur 2012 heraus.

## Leben
Rogers war dafür bekannt, seine Privatsphäre sehr zu schützen. Er sprach selten mit den Medien und lehnte die Teilnahme an Debatten ab.  Obwohl er offenbart hat, dass seine höchsten Prioritäten als ein Präsidentschaftskandidat sind, die Auslagerung von Arbeitsplätzen ins Ausland zu stoppen und die Staatsverschuldung einzudämmen, hat er seine allgemeinen politischen Positionen nicht bekannt gemacht.
Es ist bestätigt, dass er Dozent an verschiedenen Hochschulen war – Rogers hat es jedoch abgelehnt, öffentlich preisgeben an welchen er lehrte. Es wurde später bekannt geben, dass Rogers gesagt hat, dass er u. a. der Seminole State College, Connors State College und der Langston University unterrichtete, was diese auf Nachfrage bestätigten.
Jim Rogers wurde 1935 im Atoka County geboren. Er erwarb einen Bachelor-Abschluss an der Oklahoma Baptist University und einen Master-Abschluss von der University of Wyoming. Rogers war einmal verheiratet und geschieden. Vor der Scheidung hatten er und seine Frau einen Sohn. Für einen Großteil seines Lebens lebte er in Midwest City. Rogers gehörte der Southern Baptist Convention an. In einer kleinen Kirche in ländlichen Oklahoma wurde er ordiniert und war kurz als Pastor tätig.
Rogers starb am 11. November 2014 im Alter von 79 Jahren.

## Politik
Rogers hat erfolglos die demokratische US-amerikanische Senatsnominierung 2002, 2004 und 2008 versucht. 2006 beteiligte er sich an der Wahl zum Vizegouverneur von Oklahoma. Es gelang ihm nicht Vizegouverneure von Oklahoma zu werden.

### Senatswahlen 2010
Nach einem kurzen Wahlkampf gewann Rogers 2010 die Vorwahl der Demokraten mit 65 % der abgegebenen Stimmen.
Bei den Senatswahlen konnte Amtsinhaber Senator Tom Coburn seinen Senatssitz mit 71 % der Stimmen behaupten. Für Rogers stimmten 26 % der Wähler.

### Präsidenten Vorwahlen
Rogers war auf dem Stimmzettel in den Vorwahlen 2008 in Oklahoma, wo er fast 4000 Stimmen erhalten hat. Dies bedeutete Platz fünf von sieben Kandidaten. An den Vorwahlen 2012 beteiligte er sich erneut in Oklahoma und erhielt 15.535 Stimmen (13,8 %). Die dadurch theoretisch errungenen drei verpflichtete Delegierten wurde wegen Verfehlung der 15 % Sperrklausel nicht für die Democratic National Convention anerkannt.